# 埃斯泰尔戈姆区
埃斯泰尔戈姆区（匈牙利語：Esztergomi járás），是匈牙利科马罗姆-埃斯泰尔戈姆州的一个区，总面积537.26平方公里，总人口93,784人（2011年），人口密度175人/平方公里。中心城市为埃斯泰尔戈姆。

## 市镇
埃斯泰尔戈姆区包含5个城镇、一个大村和18个村庄。